# 哈氏錦魚
哈氏錦魚又稱哈氏葉鯛、鞍斑錦魚，俗名四齒、礫仔、六帶龍、柳冷仔、青汕冷、青銅管，為輻鰭魚綱鱸形目隆頭魚亞目隆頭魚科的其中一種。

## 分布
本魚印度太平洋區，包括東非、莫三比克海峽、模里西斯、塞席爾群島、馬爾地夫、日本、台灣、菲律賓、中國南海、泰國、馬來西亞、印尼'新幾內亞'新喀里多尼亞、密克羅尼西亞、帛琉、諾魯、馬里亞納群島、馬紹爾群島、澳洲、索羅門群島、法屬玻里尼西亞、斐濟群島、萬那杜、東加、吐瓦魯、吉里巴斯等海域。

## 深度
水深0至15公尺。

## 特徵
本魚體稍長且側扁。吻部短；上下頜具一列尖齒，前方各具 2犬齒，無後犬齒。成魚和幼魚的頭部在眼的周圍有5條呈輻射狀深粉紅色寬帶。成魚體呈藍綠色，體側被部具6條黑褐色綠緣寬帶，最後一條位於尾柄，呈小圓斑狀，尾鰭呈新月形凹入。體被大形圓鱗，頭部除鰓蓋背面被小鱗片外，餘皆裸露。幼魚體部有一粉紅色縱帶，尾鰭略凹入。背鰭硬棘8枚、背鰭軟條12至14枚、臀鰭硬棘3枚、臀鰭軟條11枚。體長可達22公分。

## 生態
本魚棲息於沿岸珊瑚礁區，有時亦可在潮池中發現牠，以底棲無脊椎動物、小魚或浮游生物為食。雄魚和雌魚在繁殖季節成對，此時雄性的顏色會變得更加艷麗，尾鰭中央會出現一個黑點。 

## 經濟利用
常作為觀賞魚，不適合食用。喜歡一個有沙底和許多岩石的大水箱，為庇護和狩獵提供洞穴和裂縫，牠可以移動水族箱物體來發現下面的管蟲、軟體動物和其他無脊椎動物，並在受到驚嚇時將自己浸入沙子中。